# Raszbam
Samuel ben Meir, (hebr. שמואל בן מאיר), częściej znany pod akronimem jako "Rashbam" (hebr. רשב‫"‬ם) (ur. ok. 1085 w Troyes, zm. ok. 1158), francuski rabin okresu średniowiecza, tosafista, autor komentarzy do Biblii, wnuk Rasziego.

## Życiorys
Urodził się w pobliżu miasta Troyes około 1085 roku we Francji w domu Meira ben Samuela oraz Jochewed, jednej z córek Rasziego. 
Podobnie jak ojciec jego matki Raszbam był talmudystą i komentatorem Biblii hebrajskiej. Jego nauczycielami byli Raszi oraz Icchak ben Aszer ha-Lewi ("Riwa"). 
Był starszym bratem innego znanego tosafisty, Icchaka ben Meira ("Rivam") oraz Jakuba ben Meira (zwanego "Rabbeinu Tam"), którego nauczał. Prawdopodobnie znał też bezpośrednio rabina Josefa Karę, który urodził się i działał w Troyes.
Rashbam, podobnie jak jego rodzina, utrzymywał się z hodowli bydła i uprawy winorośli. Był słynny ze swojej pobożności i w publicznych debatach bronił judaizm przed atakami ze strony przedstawicieli Kościoła.

## Metoda
Jego metoda egzegezy biblijnej i interpretacji różniła się od metody Rasziego. Podczas gdy głównym sposobem działania Rasziego było odniesienie tekstu Tory do wybranych (arbitralnie) interpretacji w Talmudzie i midraszach, Raszbam skupiał się na analizie języka, logiki i kontekstu biblijnej narracji.
W komentarzu do Ks. Rodzaju 1:1 określa, że adresatami jego dzieła są raczej ludzie uczeni, oraz że jego celem jest objaśnienie literalnego znaczenia tekstu. Czyni tak, ponieważ wszyscy uznają mylnie, że znaczenie dosłowne jest im dobrze znane i przechodzą od razu do interpretacji homiletycznych. 
Zaznacza jednocześnie, że komentarze i interpretacje innych pozostają w mocy, ale przynależą nie do wyjaśnienia dosłownego, peszat, ale raczej do derasz. Podczas gdy powtórzenia w tekście, pozornie niepotrzebne sformułowania pozwalają w metodzie derasz wywodzić wnioski o naturze halachicznej i moralnej, wyjaśnienie peszat tłumaczy te określenia np. jako po prostu antycypujące wydarzenia opisane w innym fragmencie tekstu i podające wyjaśnienia do niego. 
W komentarzu do Ks. Rodzaju 37:2 jako uzasadnienie potrzeby zwrócenia się ku dosłownej interpretacji cytuje wers z traktatu Talmudu Szabat 63a: "[Rabin Kehana mówi:] Miałem osiemnaście lat i poznałem cały Talmud, a nie uświadomiłem sobie aż do dzisiaj, że wers biblijny nigdy nie odchodzi od swojego literalnego znaczenia (peszat)".

## Dzieło
Prawdopodobnie kontrowersje związane z poglądami Raszbama sprawiły, że jego dzieła nie zyskały znaczącej popularności. Nie istnieje żaden oryginalny manuskrypt całości komentarza (autograf) ani średniowieczne kopie manuskryptu. Współczesne edycje opierają się na pierwszym drukowanym opracowaniu tekstu. Komentarze do pierwszych rozdziałów zostały odnalezione i przypisane Raszbamowi przez jednego z pierwszych badaczy tekstów żydowskich zajmujących się nowoczesną metodą krytyki literackiej i historycznej, Abrahama Geigera. 
Zachowała się jedynie część komentarzy do Talmudu, między innymi do traktatu Bawa Batra (do którego nie istnieje komentarz Rasziego), jak również do ostatniej części traktatu Pesachim.
Podczas gdy komentarze biblijne Raszbama są niezwykle zwięzłe, komentarze do Talmudu odznaczają się znaczną objętością.
Komentarze do Tory autorstwa Raszbama kładą nacisk na wyjaśnienie literalnego znaczenia tekstu biblijnego, metody zwanej peszat, w odróżnieniu od homiletycznej interpretacji zwanej derasz. 
Wielokrotnie kwestionuje on interpretacje proponowane przez swojego dziadka.
Z powodu objętej przez siebie metody jego poglądy i sposób rozumienia treści Biblii jest źródłem licznych kontrowersji. Np. omawiając historię stworzenia świata (Genesis 1:5) stwierdza, że dzień rozpoczyna się wraz ze wschodem słońca, odmiennie niż tradycja żydowska, która za początek dnia uznaje zachód słońca dnia poprzedniego. Konsekwencją takiej interpretacji byłoby przesunięcie obchodów szabatu i świąt żydowskich. 
Mimo że Raszbam wielokrotnie podkreśla (np. w komentarzu do traktatu talmudycznego Bawa Meci'a 33a), że celem jego komentarza nie jest kwestionowanie innych interpretatorów wywodzących prawo żydowskie przy użyciu metody derasz, akurat ten fragment uznający wschód słońca za początek dnia był szczególnie kontestowany i stał się np. źródłem polemicznego "Listu w sprawie Szabatu" autorstwa Ibn Ezry.
Innym znanym przykładem kontrowersyjnego komentarza jest interpretacja zdania "aż dojdzie do Szilo" (Ks. Rodzaju 49:10) jako wskazującego na podział królestwa Judy po śmierci Salomona.